# NGC 941
NGC 941 is een balkspiraalstelsel in het sterrenbeeld Walvis. Het hemelobject werd op 6 januari 1785 ontdekt door de Duits-Britse astronoom William Herschel.

## Synoniemen
- PGC 9414
- UGC 1954
- MCG 0-7-22
- ZWG 388.23
- KUG 0225-013
- IRAS02259-0122